# Terme Berzieri
Il palazzo delle Terme Berzieri, noto anche come Thermae Berzieri, è un edificio dalle forme liberty e déco, situato in piazza Berzieri a Salsomaggiore Terme, in provincia di Parma; è considerato un esempio unico di Art déco termale; importante stabilimento termale, ospita al suo interno, oltre a un centro benessere, l'Istituto chimico, con officina farmaceutica e cosmetica.

## Storia
In seguito alla scoperta nel 1839 delle proprietà curative delle acque salsobromoiodiche di Salsomaggiore da parte del dottor Lorenzo Berzieri, nel 1847 il governo ducale di Parma vi autorizzò la realizzazione di un primo stabilimento, che fu aperto dal dottor Giovanni Valentini all'interno di un'abitazione privata, gestita inizialmente dal maestro elementare Lodovico Rocca. Nel 1850 la concessione fu affidata al conte Alessandro D'Adhèmar, che riutilizzò uno dei porticati annessi alle antiche saline del paese, adattandolo ad edificio termale, inizialmente dotato di dodici camerini da bagno.
Pochi anni dopo il governo ducale annullò il contratto col precedente gestore e incaricò l'architetto Pier Luigi Montecchini di ampliare la struttura, che fu ricostruita nel 1857 in stile neoclassico e affidata al marchese Guido dalla Rosa Prati; la sempre crescente clientela richiese presto nuovi spazi, che furono ricavati con la costruzione, fra il 1880 e il 1883, di un nuovo palazzo, detto "Stabilimento Dalla Rosa" o "Nuovo" (abbattuto nel 1968), nelle vicinanze del precedente, rinominato "Stabilimento Vecchio", che fu a sua volta ampliato nel 1897.
Gli eredi del marchese si associarono a Giacomo Corazza, proprietario del borgo e del castello di Tabiano, fondando la "Società Dalla Rosa & Corazza e C.", che nel 1912 decise di costruire un nuovo edificio termale sul luogo dello "Stabilimento Vecchio", affidandone la progettazione all'architetto Giulio Bernardini, che si avvalse della collaborazione dell'architetto Ugo Giusti. L'anno seguente una legge promulgata dal ministro delle finanze Luigi Facta revocò tutte le concessioni minerarie, tra cui quelle termali, la cui gestione divenne statale; tuttavia la ricostruzione dell'edificio fu promossa anche dal demanio pubblico, che finanziò e avviò il cantiere nel 1914.

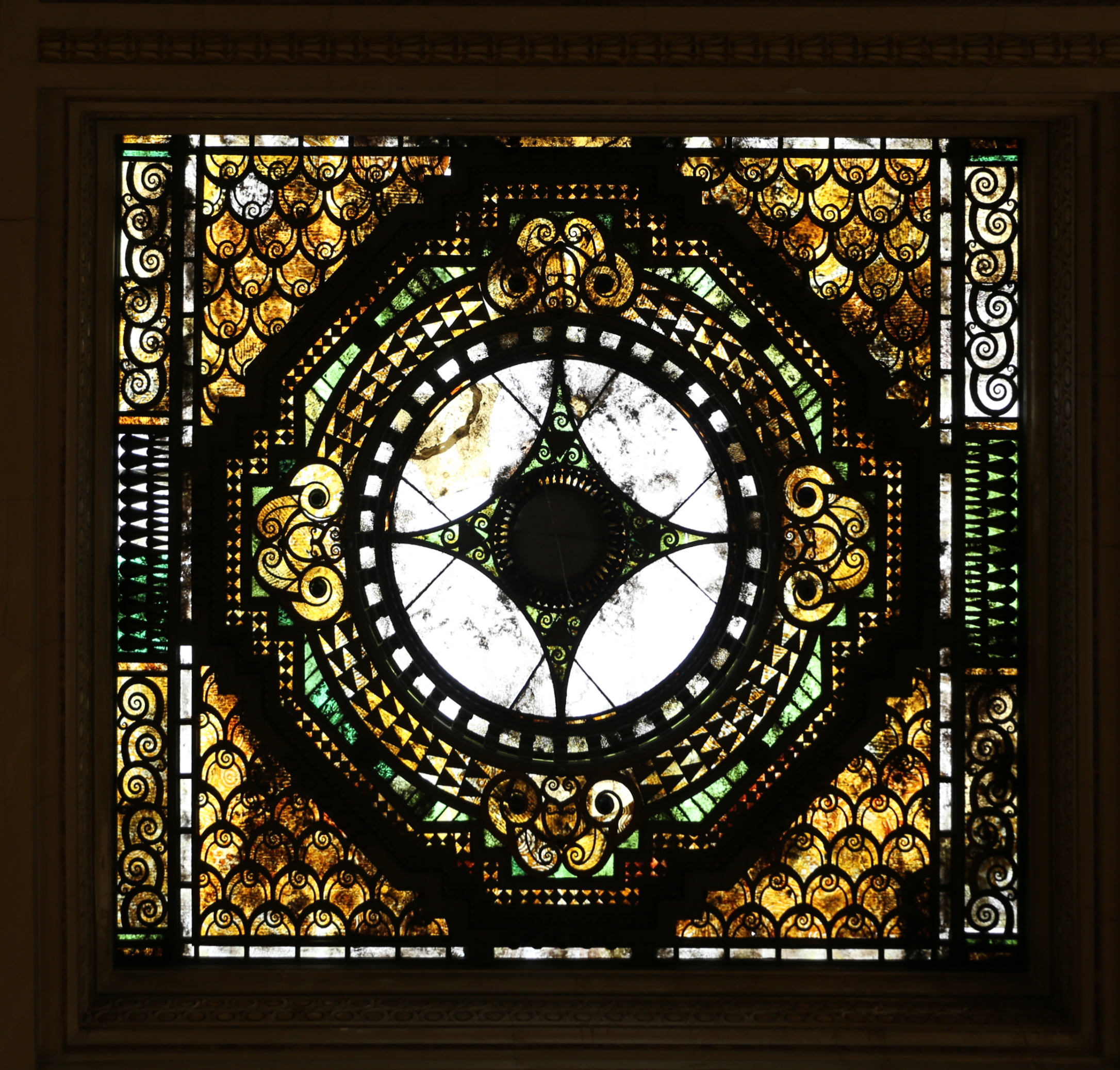
Una vetrata interna

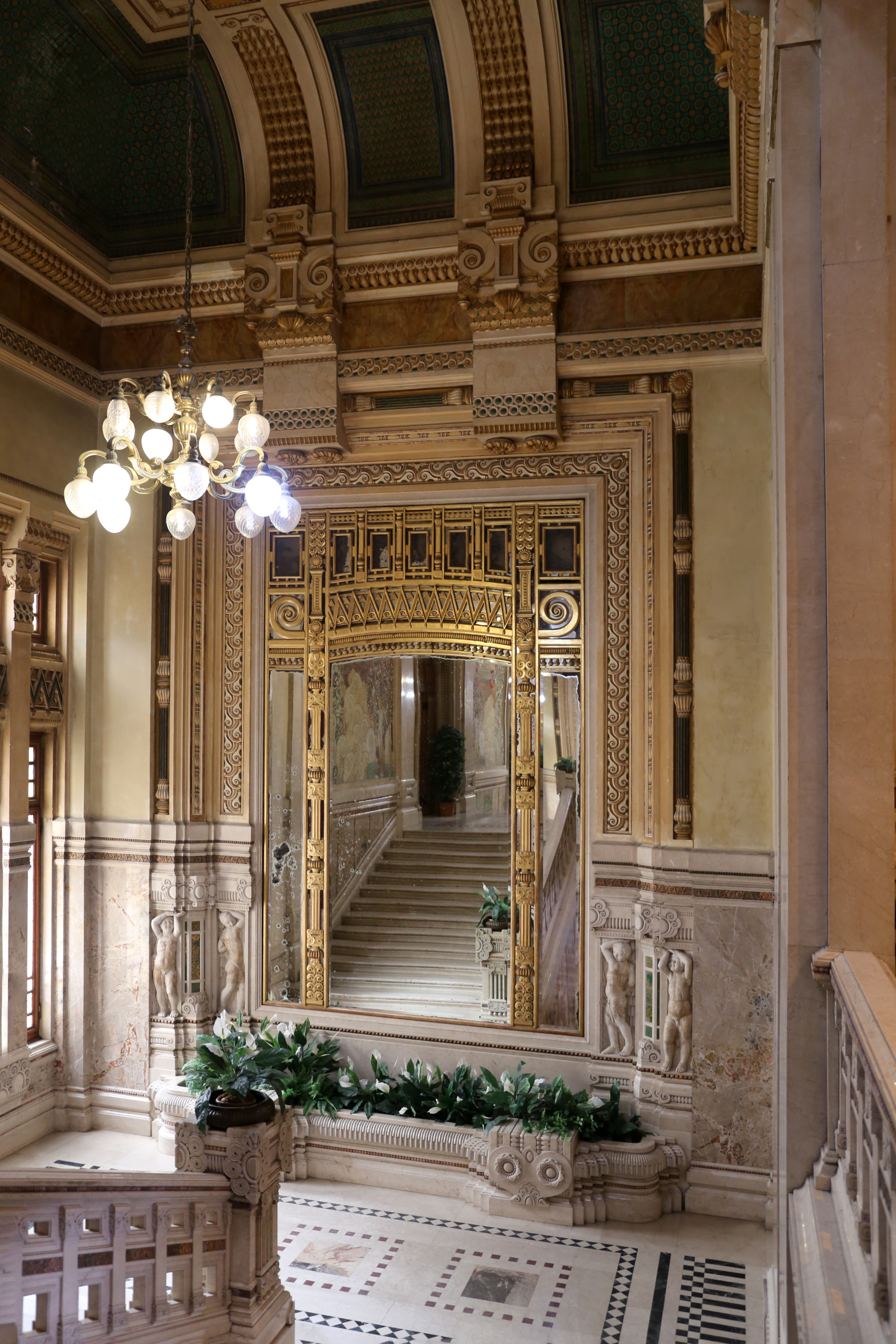
Lo scalone interno

I lavori, rallentati a causa della necessità di mantenere in funzione gli impianti di erogazione dell'acqua termale della vecchia struttura neoclassica, interessarono dapprima l'ala destra e il fabbricato macchine; la prima guerra mondiale causò una pausa nel cantiere, che riprese al termine del conflitto sotto la direzione del Giusti, in seguito al ritiro del Bernardini; la facciata fu allora ridisegnata con leggere modifiche rispetto al progetto originario, grazie agli apporti del pittore e scultore fiorentino Galileo Chini, che si ispirò alle architetture orientali che aveva studiato durante la sua permanenza a Bangkok fra il 1911 e il 1914.
Il colossale cantiere, che costò l'enorme cifra di 23 milioni di lire dell'epoca, richiese la manodopera di centinaia di muratori, marmisti e decoratori, ai quali si aggiunsero i fabbri dell'officina di Antonio Veronesi, che forgiarono le decorazioni in ferro, gli artigiani delle Fornaci Chini di Borgo San Lorenzo, che crearono le numerose ceramiche, e i vari marmisti, che lavorarono i marmi rossi di Verona, bianchi di botticino da Rezzato, bianchi di Carrara e gialli di Siena, oltre ai travertini di Rapolano; fu inoltre chiamato per la realizzazione degli affreschi interni il pittore cremonese Giuseppe Moroni, che dipinse il trittico della controfacciata.
L'inaugurazione della struttura, definita all'epoca "le più belle terme del mondo", si tenne solennemente il 27 maggio 1923, alla presenza del ras di Cremona Roberto Farinacci e di numerosi ministri fascisti; ad essa seguì nel 1941 una seconda cerimonia di inaugurazione alla presenza del Duce Benito Mussolini, in occasione della trivellazione in zona di alcuni pozzi petroliferi.
Tra il 1920 e il 1930 fu innalzato sul retro del grande edificio termale dedicato a Lorenzo Berzieri, perfettamente in continuità con esso, l'Istituto Chimico, anch'esso progettato dall'architetto Ugo Giusti.
Nel 1997 la legge nota come "Collegato Bassanini" decretò la cessione gratuita degli stabilimenti termali di proprietà statale alle regioni; l'anno seguente fu fondata la società "Terme di Salsomaggiore", suddivisa fra il Comune di Salsomaggiore Terme, la provincia di Parma e la regione Emilia-Romagna; la nuova proprietà avviò allora alcuni lavori di ristrutturazione degli interni dello stabilimento, ove fu realizzato un moderno centro benessere, ampliato a più riprese fino al 2009, con la costruzione di alcune piscine negli spazi seminterrati.
Nel 2015 la società proprietaria dell'edificio, ribattezzata nel 2008 "Terme di Salsomaggiore e di Tabiano SpA", a causa degli ingenti debiti accumulatisi negli anni, fu ammessa alla procedura di concordato preventivo; nel 2018 tutti i beni in suo possesso, tra cui il palazzo delle Terme Berzieri e la vicina Galleria Warowland, furono messi in vendita. Il 29 giugno 2021, dopo una serie di aste andate deserte, l'edificio fu acquistato dalla Cassa depositi e prestiti e affidato in gestione al gruppo privato Quadrio Curzio.

## Descrizione

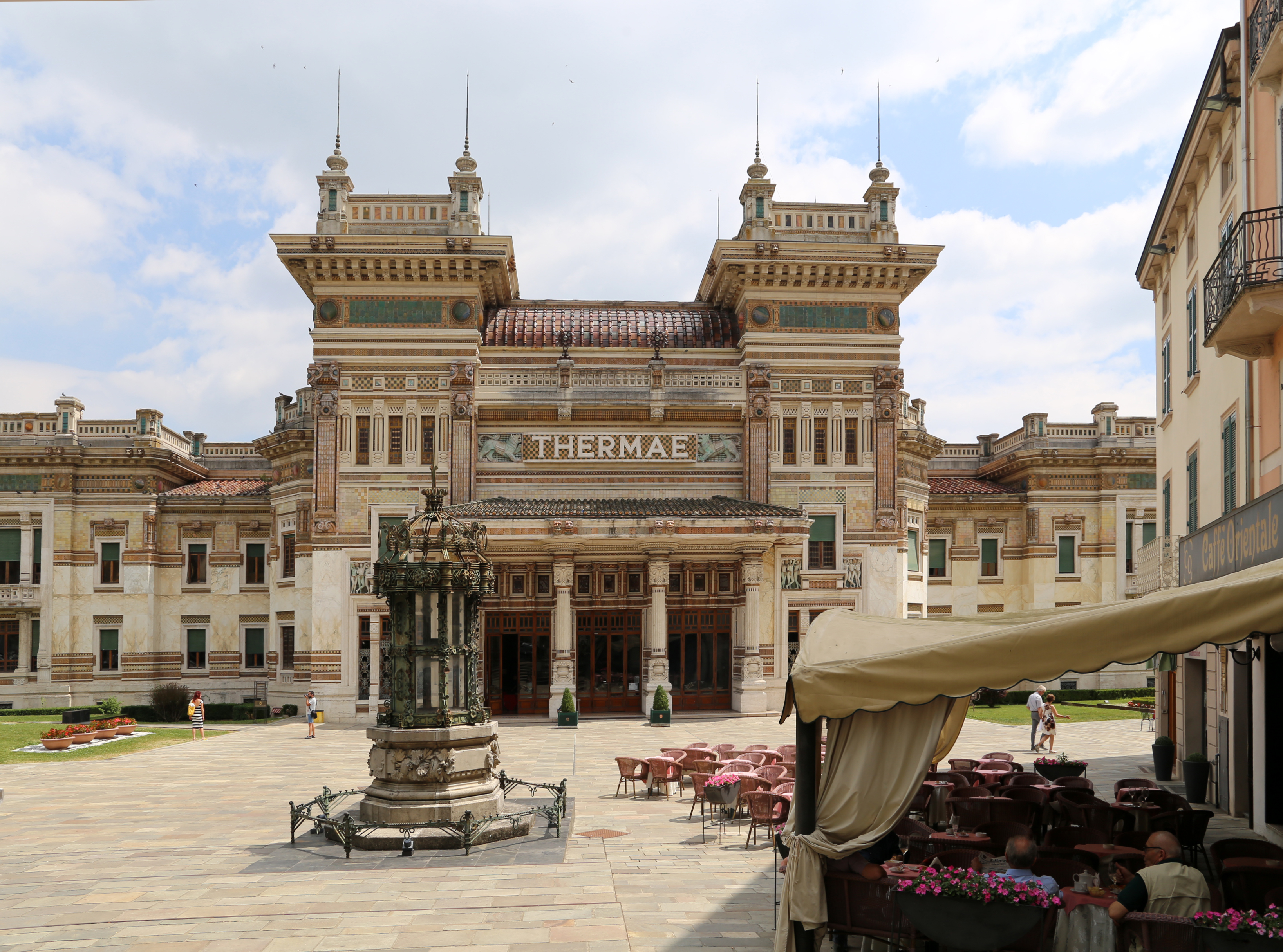
Facciata

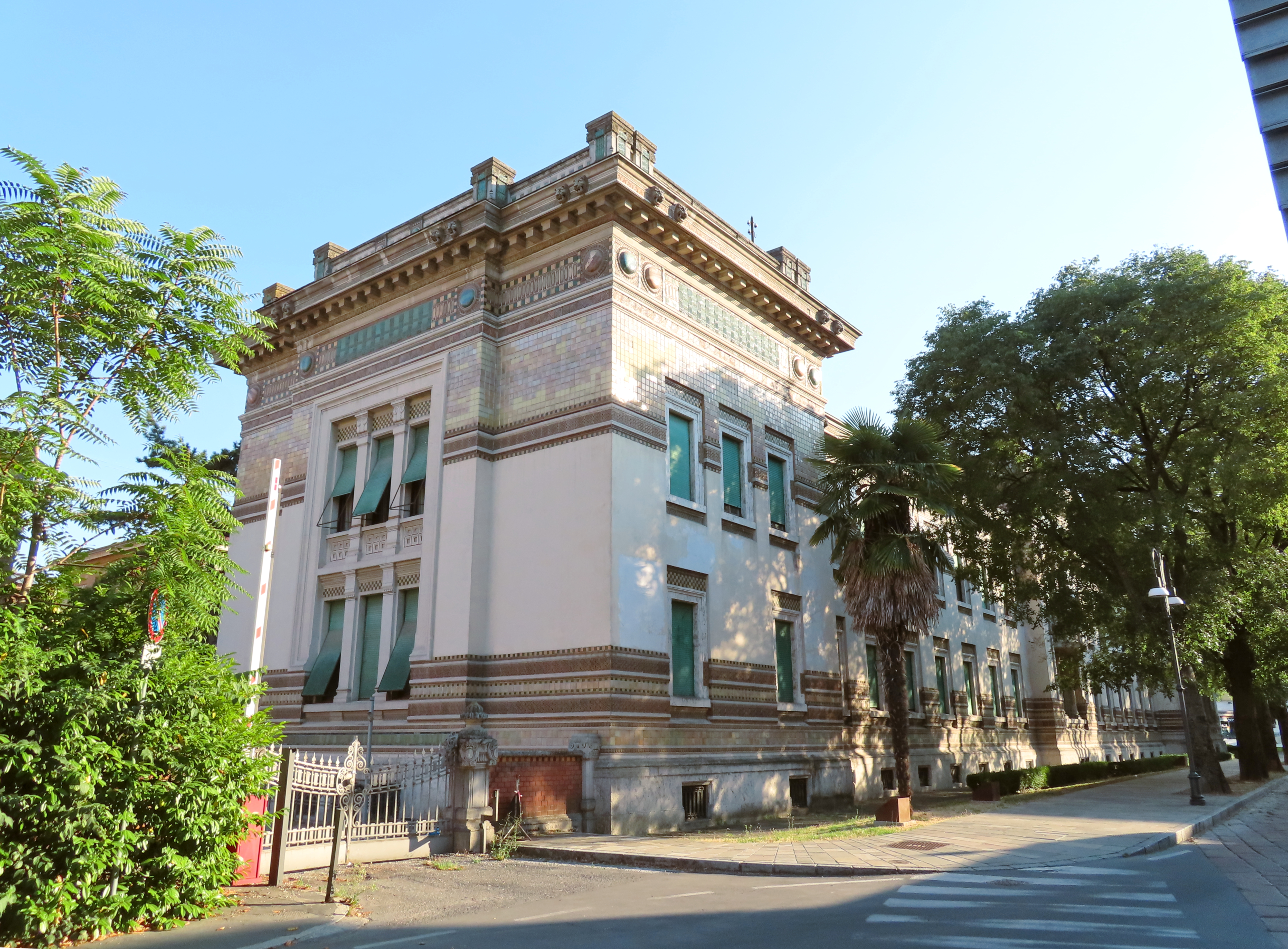
Ala nord

L'enorme palazzo si sviluppa simmetricamente sul retro dell'imponente facciata principale, allungandosi con tre ali parallele verso l'edificio dell'Istituto Chimico, che, seppur leggermente distaccato delle Terme, si innalza in continuità col suo perimetro esterno. Nel suo complesso l'edificio presenta tratti stilistici derivati in parte dal liberty e dall'arte orientale siamese, ma soprattutto dall'art déco, su ispirazione della secessione viennese e di Gustav Klimt.

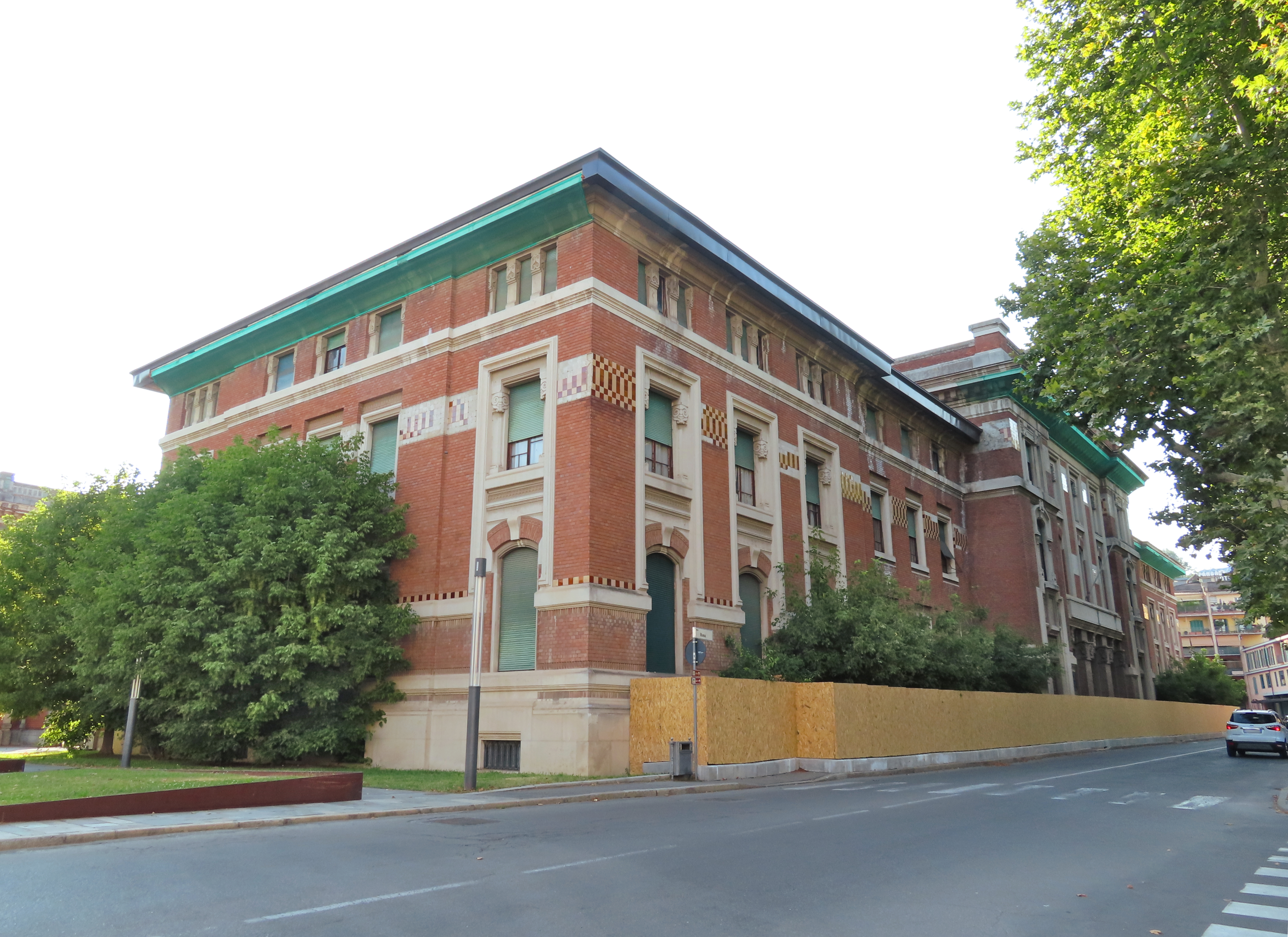
Istituto Chimico

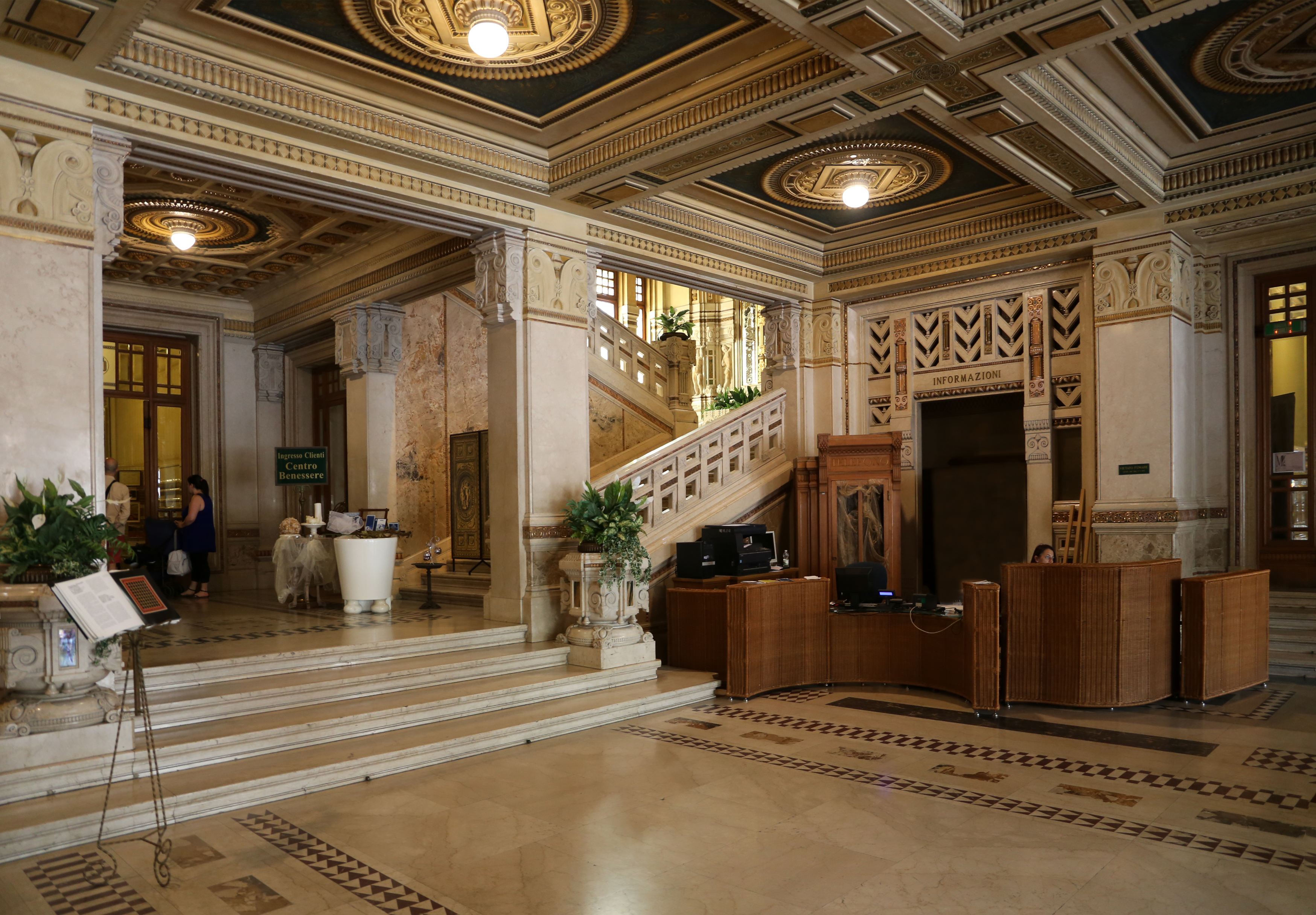
Atrio

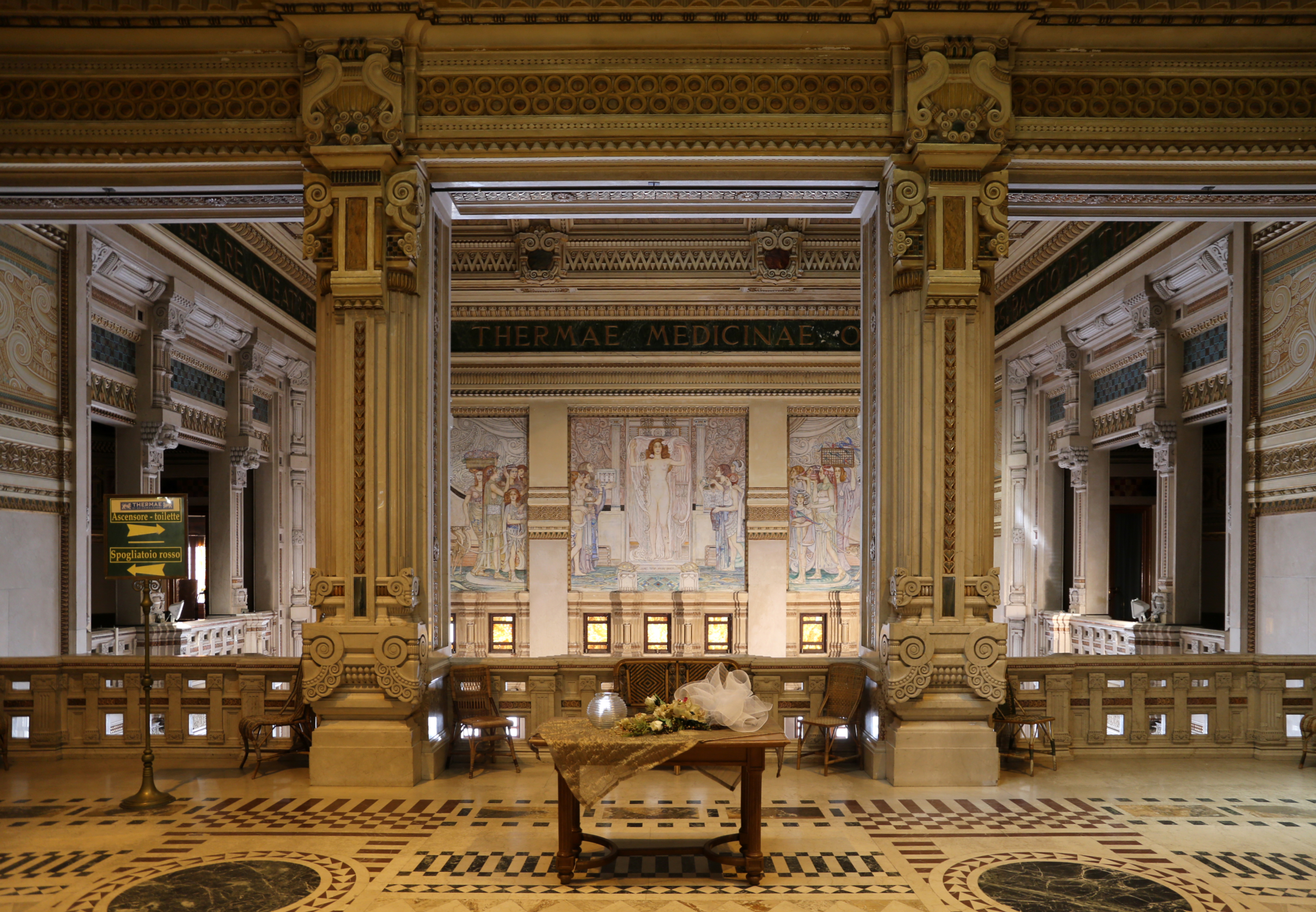
Loggiato del primo piano

Il prospetto principale è suddiviso in tre corpi principali, di cui quello centrale, in aggetto, è caratterizzato dalle due torri che si innalzano ai lati dell'ingresso monumentale, anticipato dall'alto porticato con pensilina; le decorazioni coprono ogni elemento delle facciate, rivestite da marmi bianchi, gialli e rossi, travertini, mosaici, maioliche, sculture, vetrate dipinte, colonne scanalate, capitelli istoriati, lesene, formelle e ferri lavorati; al di sopra della tettoia campeggia l'enorme scritta THERMAE fra due leoni azzurri, di chiara ispirazione orientale, molto evidente anche negli altorilievi raffiguranti ragazze in costume, sulle trifore accanto all'ingresso; si susseguono i motivi geometrici, gli intrecci vegetali e soprattutto le figure zoomorfe, tra cui le teste d'ariete e di gufo scolpite nei capitelli, oltre a quelle leonine ripetute a coppie lungo la fascia della pensilina centrale, realizzate dallo scultore Francesco Aloisi, che con Guido Calori, autore delle chimere e delle odalische, rappresentava uno dei più stretti collaboratori di Galileo Chini. L'estrema ricchezza e varietà di decorazioni richiese alle Fornaci Chini, che realizzarono i grès ceramici e i vetri, il rinnovo degli impianti di produzione, oltre ad anni di lavorazione.
La cura del dettaglio che contraddistingue il corpo centrale prosegue in un trionfo di marmi e maioliche anche in quelli laterali e lungo i fianchi del complesso, mentre l'Istituto chimico sul retro, anch'esso ricco di decorazioni, presenta una maggior semplicità di materiali; l'edificio posteriore si innalza su tre piani fuori terra oltre al livello seminterrato.
Gli interni sono caratterizzati dalla stessa ricchezza ornamentale della facciata. In particolare, l'atrio a doppia altezza è interamente rivestito con marmi, ori, stucchi e dipinti, tra cui il grande trittico della controfacciata raffigurante la dea Igea con le sue ancelle, realizzato a tempera da Giuseppe Moroni.
Dall'ampio atrio si accede a un grande salone rettangolare, aperto sul doppio scalone monumentale, decorato in sommità da rosoni in stucco e vetrate colorate; i due pianerottoli sono inoltre arricchiti da grandi specchi con cornici ornate in stucco e metallo. Il primo piano, sulle cui pareti si stagliano due dipinti raffiguranti l'Autunno e la Primavera, realizzati nel 1922 da Galileo Chini, si affaccia con un loggiato e due bow-window sull'imponente ingresso, coperto da una grande vetrata blu e verde.